# Kirche Blitzenrod

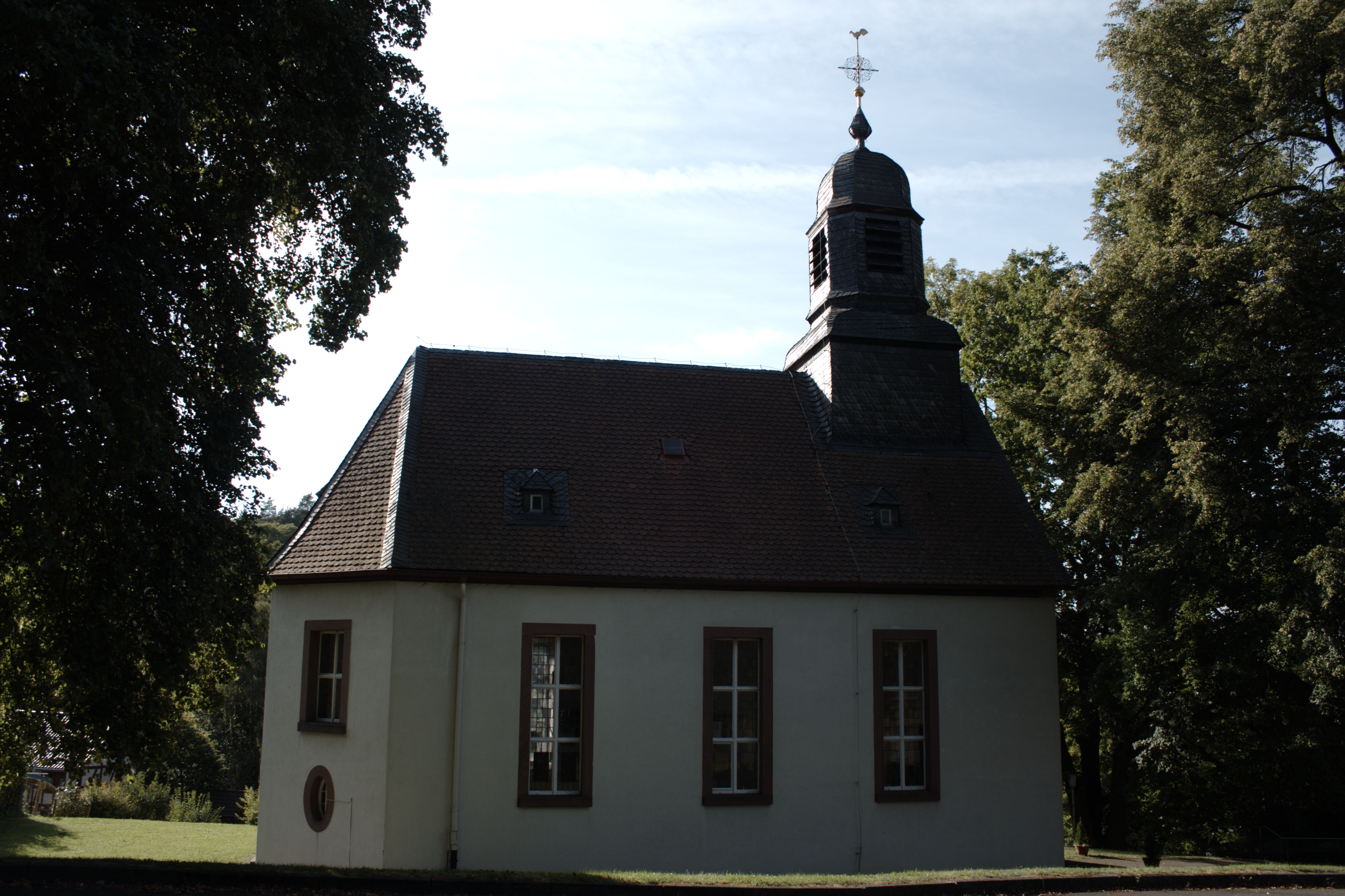
Kirche Blitzenrod

Die evangelisch-unierte Kirche Blitzenrod steht in Blitzenrod, einem Ortsteil der Stadt Lauterbach im Vogelsbergkreis von Hessen. Die Kirchengemeinde gehört zum Dekanat Vogelsberg in der Propstei Oberhessen der Evangelischen Kirche in Hessen und Nassau.

## Beschreibung
Die kleine Saalkirche wurde 1926 nach einem Entwurf von Heinrich Walbe gebaut. Das Kirchenschiff aus drei Jochen hat Fenster, deren Glasmalerei Alexander Linnemann geschaffen hat. Im Süden hat es einen dreiseitigen Abschluss. Aus dem Satteldach erhebt sich im Norden ein schiefergedeckter, quadratischer Dachreiter, der sich nach oben verjüngt und darüber mit einer glockenförmigen Haube bedeckt ist. Der Innenraum ist mit einer Kassettendecke überspannt.